# Панталеон фон Бисмарк
Панталеон (II) фон Бисмарк (на немски: Pantaleon (II) von Bismarck; * 7 март 1539, замък Бургщал, Саксония-Анхалт, † 9 март 1604, Кревезе, днес част от Остербург, Алтмарк) е благородник от род фон Бисмарк, катедрален домхер в Хавелберг в Бранденбург. Той основава старата линия „Бисмарк-Кревезе“.

## Биография
Той е големият син на Фридрих 'Пермутатор' фон Бисмарк (* 9 юли 1513, Бургщал; † 21 октомври 1589, Шьонхаузен) и съпругата му Анна Содия фон Венкщерн (* ок. 1517; † 26 април 1579, Кревезе), дъщеря на Куно фон Венкщерн и Анна фон Бредов. Брат е на Лудолф IV фон Бисмарк († 1590), основава линията „Бисмарк-Шьонхаузен“, и на Абрахам фон Бисмарк-Кревезе-Шьонхаузен († 1589, убит в Крумке).
През 1562 г. фамилията фон Бисмарк получава, в замяна с дворец Бургщал, пропстая Кревезе и го преобразува във феодално рицарско имение, което е тяхна собственост до 1819 г.
Панталеон фон Бисмарк умира на 65 години на 9 март 1604 г. в Кревезе и е погребан в манастирската църква в Кревезе.

## Фамилия
Панталеон фон Бисмарк се жени на 6 ноември 1575 г. във Фергунст за Анна фон дер Шуленбург (* 7 август 1556, Фергунст; † 1 септември 1626, Кревезе), сестра на граф Ханс XII фон дер Шуленбург († 1625), дъщеря на Бусо VI фон дер Шуленбург († 1601/1605) и Маргарета фон Бюлов († 1600). Те имат две деца:
- Анна фон Бисмарк (1580 – 1631), омъжена 1605 г. за Георг XI фон дер Шуленбург (* 1567; † 14 февруари 1607, Требсен, окръг Лайпциг), син на Албрехт IV фон дер Шуленбург (1535 – 1583) и Доротея фон Велтхайм (ок. 1539 – 1593)
- Кристоф фон Бисмарк (* 1 август 1583, Хавелберг; † 3 юли 1655, Брист), домхер в Магдебург и курбранденбургски военен комосар на Алтмарк, женен на 22 ноември 1618 г. в Кревезе за Доротея фон дер Шуленбург (* 6 октомври 1600, Требсен; † 9 април 1665, Брист/Кревезе), дъщеря на Георг XI фон дер Шуленбург (1567 – 1607) и графиня Анна фон дер Шуленбург († 1603), дъщеря на Левин II фон дер Шуленбург (1528 – 1587) и Фридерика фон Алвенслебен (1554 – 1609)